# Добросин
Доброси́н — село у Львівському районі Львівської області. Лежить над річкою Біла. Герб села є промовистим.

## Історія
Перша письмова згадка про село Добросин датується 1414 роком, а знайдені уламки посуду висоцької культури ранньозалізного періоду засвідчують, що на території села існували поселення ще ІІ-І тис. до нашої ери.
На південній околиці села Добросин, на півкілометра південніше кладовища, на пологому лівому березі річки Деревенка — поселення скіфського періоду. Триста метрів на південний захід від залізниці, між лівим берегом річки Деревенки і меліоративним каналом, на пісковій дюні серед торфового болота — давньоруське поселення, культурний шар зруйновано.

### Церква Воздвиження Чесного Хреста, XVII ст
Ерекційну грамоту церква отримала у 1740 р. від княжни Марії Кароліни Собеської, у шлюбі герцогиня Буйонська (de Bouillon) (Шарлотта, ім'ям яким вона теж користувалась одразу після одруження називалась Її Високістю принцесою Тюреннською). У 1775 р. закуплено в Крехівському монастирі Преображенську церкву, перенесено і встановлено в селі на дубових фундаментах і мурованому підмурівку. Вона була збудована у 1658 р. львівськими майстрами Андрієм та Адамом, іконостас та стінопис для неї виконав відомий малярМикола Петрахнович. Ця церква згоріла у 1874 р. Збудована на її місці дерев'яна церква згоріла 20 травня 1893 р. У 1895 р. зведена нова мурована за проектом Василя Нагірного. Зруйнована під час другої світової війни баня відновлена громадою.
Розташована на рівній ділянці при дорозі, посеред сільської забудови. Церква хрещата в плані, з дещо укороченими прямокутними боковими раменами, прямокутним бабинцем та гранчастим вівтарем з двома невеликими прямокутними захристіями по боках. На високому стрункому світловому восьмерику середхрестя здіймається дзвоняста баня, завершена сліпим ліхтарем з маківкою. Бокові рамена і бабинець вкриті двосхилими причілковими дахами, а вівтар — п'ятисхилим. У зовнішньому вистрої церкви архітектор В. Нагірний використав скромний класицистичний архітектурний декор. Спаровані пілястри, що фланкують кути споруди, підтримують розвинений ґзимс і антаблемент, що оббігає її. Трикутні фронтони вінчають причілки.
У північно-західному куті церковного подвір'я розташована потужна мурована триярусна тинькована дзвіниця. Нижній ярус її квадратовий в плані. Другий і третій яруси восьмибічні, завершені великою цибулястою банею. Наріжні грані восьмерика другого ярусу фланковані короткими потужними півколонами, вкритими цибулястими півбанями.

### Початок ХХ століття
У вересні 1914 року село Добросин стало ареною великих битв армій Російської та Австро-Угорської імперій. У селі збережені поховання австрійських та російських воїнів, що загинули в роки Першої світової війни. У цей період молодь села поповнює лави українського січового стрілецтва (УСС) серед них четар Плюндрас Прокіп Васильович, 1893 р. н., народився в с. Добросин (Галичина), українець, офіцер австрійської і хорунжий галицької армій, безпартійний, технічний керівник видавництва «Рух», проживав у м. Харків. Заарештований у справі «Української військової організації». Судовою трійкою при Колегії ГПУ УСРР 23 вересня 1933 р. засуджений за ст. 54-4-11 КК УСРР на 5 років ВТТ. Відбував покарання в таборі «Карлаг» і в Соловках. Особливою трійкою УНКВД ЛО 9 жовтня 1937 р. засуджений до найвищої кари. Розстріляний 3 листопада 1937 р. в Карелії (Сандармох).
Пам'ятним знаком цих подій є насипана могила в центрі діючого цвинтаря.

### Друга світова війна
У 1939—1941 роках більшовизм приніс у край колективізацію землі, націоналізацію приватних підприємств, заборону діяльності політичних партій і громадських організацій, репресії української інтелігенції. 5 жовтня 1939 у с. Добросин на мітингу селян, присвяченому возз'єднанню Західної України з УРСР, виступав Олександр Довженко.
У роки Другої світової війни жителі села воювали в лавах радянської армії, в дивізії «СС Галичина», в загонах УПА.
22 червня 1941 року Німеччина напала на Радянський Союз. Внаслідок близькості Жовківщини до кордону німецькі війська на території району вже з'явилися того ж дня. Однак перший наступ на Жовкву був відбитий. Жовкву німці змогли окупувати лише 29 червня. Тим часом українці, використовуючи війну, старалися відродити громадське життя. В районі почали відновлюватися філії товариства «Просвіта», з липня 1941 року почала виходити газета «Жовківські вісті», легалізувала свою діяльність Організація Українських Націоналістів.
Але національне відродження тривало всього декілька місяців. Фашистська Німеччина, прагнучи перетворити Україну в свою колонію, почала наступ проти українського національно-визвольного руху. У відповідь ОУН пішла в підпілля і оголосила війну на 2 фронти: проти німецьких і проти радянських загарбників. На початку 1943 року в районі почали створювати боївки самооборони. У 1943 році вони вже діяли в Зіболках, Мокротині, Крехові, Добросині, Пилах та в ряді інших населених пунктах. Особливо активно проявила себе боївка Дмитра Пелипа (псевдоніми: Ем, Євшан), яка вела бої на теренах Равщини.
В центрі села споруджено пам'ятний знак «Борцям за волю України», де на кам'яних плитах викарбувані імена загиблих односельчан під час Другої світової війни.

### Післявоєнні роки
Після війни почались роботи по відновленню благоустрою села. З 1945 року в селі організовується семирічна школа в декількох приміщеннях. 30 грудня 1949 року село відвідав державний діяч М. С. Хрущов. 1950 р. в селі утворено колгоспне господарство. Колгосп «Нове життя» спеціалізувався на м'ясному скотарстві, льонарстві, буряківництві, овочівництві, зерновому господарстві. В АПК входив бурякопункт, млин, сортонасінева дільниця, ЗОК. В 1960 році відкрила двері сучасна середня загальноосвітня школа. У 1968 році відкрито дитячий садочок «Сонечко».
З 1985 року оновлюється соціально-культурна інфраструктура села. У 2003 році завершено газифікацію села. У жовтні 2007 року в центрі села встановлено фігуру Матері Божої за кошти громади. Священик Богдан Мурований освятив фігуру Матері Божої 21 жовтня 2007 року.
28 березня 2011 року рішенням 4-ї сесії Добросинської сільської Ради 6-го демократичного скликання затверджено Герб та Прапор села Добросин.
17 липня 2020 року, в результаті адміністративно-територіальної реформи та ліквідації Жовківського району, село увійшло до складу Львівського району.

## Населення

### Мова
Розподіл населення за рідною мовою за даними перепису 2001 року:
| Мова       | Кількість | Відсоток |
| ---------- | --------- | -------- |
| українська | 2001      | 99.95%   |
| російська  | 1         | 0.05%    |
| Усього     | 2002      | 100%     |

## Пам'ятки

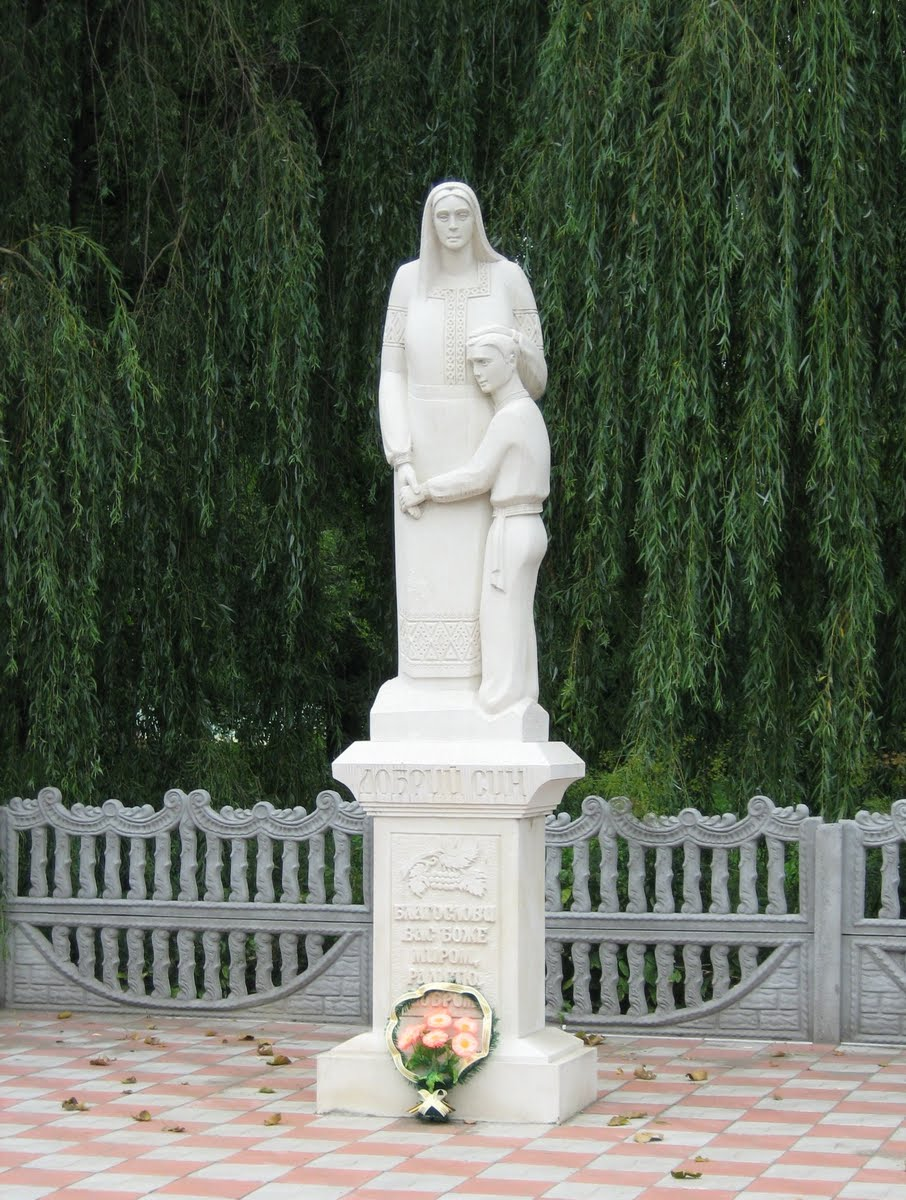
Пам'ятник «Добрий син»

У центрі села 2007 року встановлено пам'ятник «Добрий син» (відкрито та освячено 7 жовтня). За словами старожилів, у Добросині біля цвинтаря вже був пам'ятник Доброму сину, але за радянської влади його демонтували і знищили.
Авторами ідеї були Володимир Босий та Андрій Клуб, ескіз зробила Уляна Креховець, скульптор — Петро Дзиндра.
Пам'ятник виготовлений у вигляді жінки з дитиною. По периметру пам'ятника є два надписи. Перший — це назва фігури «Добрий син». Другий — «Благослови Вас Боже миром, радістю, добром».

## Відомі особи
- Наталія-Марія Фарина — українська співачка;
- Паска Марія Зіновіївна (1977) — доктор ветеринарних наук, професор, академік Академії наук вищої освіти України по відділенню біології.